# Kąty wejścia i zejścia pojazdu
Kąty natarcia i zejścia pojazdu – kąty pomiędzy płaszczyzną styczną do kół i do obrysu dolnej części nadwozia a nawierzchnią jezdni. Jedne z podstawowych wielkości geometrycznych pojazdu informujące w przypadku samochodów terenowych lub SUV o zdolności do pokonywania przeszkód terenowych (maksymalne nachylenie terenu, na które może wjechać pojazd bez uszkodzenia zderzaka), zależny wyłącznie od budowy pojazdu.
Kąt wejścia (kąt natarcia) to kąt między płaszczyzną drogi a płaszczyzną styczną do przednich kół pojazdu, przechodzącą przez najniższy punkt obrysu pojazdu (w przód od kół). Analogicznie, kąt zejścia to kąt między płaszczyzną drogi a płaszczyzną styczną do kół tylnych i najniższego punktu obrysu (za kołami).
Typowe wartości kąta wejścia dla samochodów szosowych to 25–30 stopni a kąt zejścia to 20–25 stopni. Dla samochodów terenowych typowe kąty wejścia to 45–60 stopni, a zejścia 35–50 stopni. (Hummer H1 ma kąt wejścia 72°, a po zdemontowaniu zderzaka 90°).